# Округ Гучланд (Вирџинија)
Гучланд (енгл. Goochland County) је округ у америчкој савезној држави Вирџинија.

## Демографија
По попису из 2010. године број становника је 21.717, што је 4.854 (28,8%) становника више него 2000. године.
| Група             | 2000.          | 2010.          |
| Белци             | 12.194 (72,3%) | 16.583 (76,4%) |
| Афроамериканци    | 4.324 (25,6%)  | 4.180 (19,2%)  |
| Азијати           | 80 (0,5%)      | 225 (1,0%)     |
| Хиспаноамериканци | 144 (0,9%)     | 455 (2,1%)     |
| Укупно            | 16.863         | 21.717         |